# 上杉禅秀
上杉 禅秀（うえすぎ ぜんしゅう） / 上杉 氏憲（うえすぎ うじのり）は、室町時代前期の武将、守護大名。関東管領。禅秀は出家名。

## 生涯
父である上杉朝宗が高齢になるまで活躍したため、氏憲の活躍は目立つものではなかったが、応永9年（1402年）に奥州より侵攻してきた伊達政宗を撃退して功績を挙げ、鎌倉府が派遣した稲村公方足利満貞と対立、反対に満貞の兄の篠川公方足利満直と協調しつつ奥州における犬懸上杉家の勢力を拡大させる。また、応永16年（1409年）、鎌倉公方足利満兼が新しい御所に移徙（引っ越す）際には惣奉行を務めるなど、犬懸上杉家の後継者として鎌倉府でも重きをなした存在であった。更に朝宗には娘がおらず、犬懸上杉家の婚姻戦略が氏憲を中心に行われてきた事が知られている。
応永16年（1409年）、鎌倉公方足利満兼の死去に伴って、父が隠居・出家すると、犬懸上杉家の家督を継ぐ。彼の生年は不明であるが、この時には40代になっていたとみられる。応永18年（1411年）2月9日、山内上杉家の上杉憲定の後を継いで関東管領に就任し、若年であった鎌倉公方足利持氏を補佐した。しかし持氏は氏憲を疎ましく思い、氏憲の対立者であった憲定の息子憲基を重用するようになる。また、朝宗以来の犬懸上杉家の急激な勢力拡大は山内上杉家を脅かすに至った。
応永22年（1415年）には氏憲（禅秀）の家臣の不出仕を理由に所領を没収し、禅秀が抗議して5月2日に関東管領を辞任すると、持氏は憲基に継がせた。これに不満を抱いた禅秀は、持氏の叔父満隆と養嗣子で持氏の弟持仲らと共謀の上挙兵して持氏の居館を襲撃し、持氏・憲基を駿河・越後に追放して鎌倉を制圧した。
しかし室町幕府4代将軍足利義持は持氏の救援を支持し、北からは上杉房方（憲基の伯父）、西からは今川範政を中心とした幕府軍が攻め寄せる。禅秀は防戦したが、配下の武将達が次々と離反するに及んで遂に力尽き、応永24年（1417年）1月10日、満隆や持仲と共に鶴岡八幡宮の雪ノ下の坊で自害した（上杉禅秀の乱）。
この反乱には犬懸上杉家だけでなく、娘の嫁ぎ先の千葉氏・岩松氏・那須氏、妻の実家の武田氏、更にそれ以外の小田氏・宇都宮氏・山入氏をはじめとする関東の有力大名や中小武士が加わっており、一時的とは言え鎌倉を舞台にした政変劇において反政権側で同地を掌握したのは禅秀だけである。敗れたとはいえ、禅秀の勢力の大きさと周到な作戦能力などの力量は評価されるものであったと言える。

## 子息
禅秀には子女が多く、『上杉系図大概』には「御子男女共四十二人」とする記述がある。
上杉禅秀の乱で敗れた際に共に自刃した息子
- 上杉憲方（うえすぎ のりかた、応永6年〈1399年〉 - 応永24年1月10日〈1417年1月27日〉） - 官位は伊予守。上杉禅秀の乱の際、足利持氏を油断させるため、持氏への使者として派遣され、父の病気（仮病）を伝えたといわれる。鎌倉から持氏を追放した後、持氏派の武士を討伐するため出陣した足利持仲の補佐として武蔵へ向かったものの敗れ、鎌倉へ引き返した。鎌倉において父やその他多くの一族とともに自刃した。
- 上杉憲春（うえすぎ のりはる、生年不詳 - 応永24年〈1417年〉） - 『寛政重修諸家譜』によると、上杉憲基（山内上杉家）の猶子であったという。憲基は別に憲実を養子に迎え山内上杉家を継がせている。
- 快尊（かいそん）- 出家して僧となっていた。

上杉禅秀の乱の後も生き延びた息子
- 上杉憲秋 - 病により離脱し、京へ逃れて生き延びた。のち享徳の乱の緒戦で敗れて自刃した。
- 上杉持房（持憲） - 乱後も生き延びて4代将軍・足利義持に仕え、「持」の字を賜う。その後の永享の乱や結城合戦に幕府軍として参加した。
- 上杉教朝 - 兄・持房と共に将軍家に出仕し、永享の乱や結城合戦に幕府軍として参加した。6代将軍・足利義教より「教」の字を賜った。